# 雷纳托·布拉奇
雷纳托·布拉奇（義大利語：Renato Bracci，1904年9月8日—1975年3月2日），意大利男子赛艇运动员。他曾代表意大利参加1932年夏季奥林匹克运动会赛艇比赛，获得八人单桨有舵手银牌。